# Ludwig Kumlien
Pour les articles homonymes, voir Kumlien.
Aaron Ludwig Kumlien est un ornithologue américain, né le 15 mars 1853 à Sumner (comté de Jefferson, Wisconsin) (en) et mort le 4 décembre 1902 à Milton (Wisconsin).

## Biographie
Il est le fils du naturaliste Thure Ludwig Theodor Kumlien (1819-1888) et de Christina née Wallberg. N’aimant pas son premier prénom, Aaron, il lui préfère son deuxième prénom, Ludwig. Il suit les cours de zoologie et de botanique de son père à Albion (comté Dane, Wisconsin) (en). Comme ce dernier, il manifeste aussi de grands talents artistiques. Il part étudier à l’Université du Wisconsin de 1873 à 1877 mais n’obtiendra pas de diplôme.
En 1891, il accepte un poste d’enseignant de physique et d’histoire naturelle au Milton College (Wisconsin), poste qu’il occupe jusqu’à sa mort. Kumlien se marie avec Annabel Carr en 1892, union dont naîtront trois enfants. Le Milton College lui attribue en 1892 un Master of Sciences honoraire. Il fait paraître avec Ned Hollister (1876-1924), The Birds of Wisconsin (1903).
Il participe à l’expédition polaire conduite par Henry W. Howgate (1877-1878). Kumlien constitue d’intéressantes collections dont 5 à 6 000 peaux d’oiseaux et de mammifères d’Amérique du Nord (soit 365 espèces et sous-espèces) mais aussi une collection d’œufs de plus de 500 espèces.
Kumlien est, comme son père avant lui, membre de l’American Ornithologists' Union et fait aussi paraître des articles dans Forest and Stream, The Nidologist et The Osprey.
William Brewster dédie à lui ou son père, Thure Ludwig Theodor Kumlien (ce n'est pas clair,,, mais probablement à lui, v. extrait de The Wilson Bulletin, 49 (2)) en 1883 le Goéland de Kumlien Larus glaucoides kumlieni, à partir d'un spécimen récolté par Kumlien dans l'Arctique canadien (détroit de Cumberland, 14 juin 1878).

## Source
- (en) H.J. Taylor (1937). Ludwig Kumlien, Wilson Bulletin (Wilson Ornithological Society) (The), 49 (2) : 85-90.  (ISSN 0043-5643)